# Anni 370 a.C.
Gli anni 370 a.C. sono il decennio che comprende gli anni dal 379 a.C. al 370 a.C. inclusi.

## Nati
- Aribba, re († 319 a.C.)
- Ipparino Areteo, siceliota († 354 a.C.)372 a.C.
- 12 marzo - Mencio, filosofo cinese († 290 a.C.)
- Alessi, commediografo greco antico († 270 a.C.)371 a.C.
- Marco Valerio Corvo, generale e politico romano († 271 a.C.)
- Cāṇakya, scrittore indiano († 283 a.C.)
- Teofrasto, filosofo e botanico greco antico († 287 a.C.)370 a.C.
- Aristeo il Vecchio, matematico greco antico († 300 a.C.)
- Callistene, storico greco antico († 327 a.C.)
- Spitamene, militare persiano († 328 a.C.)

## Morti
- Archia, politico greco antico378 a.C.
- Febida, militare spartano
- Leonziade, politico greco antico377 a.C.
- Ecatomno, sovrano greco antico375 a.C.
- Leptine, generale siceliota374 a.C.
- Evagora I, sovrano greco antico372 a.C.
- Mnasippo, ammiraglio spartano371 a.C.
- 6 luglio - Cleombroto I, sovrano spartano
- 6 luglio - Sfodria, politico e militare spartano370 a.C.
- Agesipoli II, sovrano spartano
- Aminta III di Macedonia, re
- Giasone di Fere, greco antico
- Pasione, banchiere greco antico
- Policrate, retore ateniese (n. 440 a.C.)